# Hysteria (2011)
Hysteria is een Britse historische romantische komediefilm uit 2011 onder regie van Tanya Wexler. Het verhaal hiervan is gebaseerd op de uitvinding van de vibrator door Joseph Mortimer Granville, in het victoriaans tijdperk, eind 19e eeuw. De film is niet volledig historisch correct.

## Verhaal
Mortimer Granville is een jonge Londense arts die de ene na de andere betrekking verliest omdat hij het nooit eens is met de methodes waarop zijn werkgevers geneeskunde beoefenen. Nadat heel wat sollicitaties naar een nieuwe baan op niets uitlopen, neemt Dr. Robert Dalrymple hem in dienst als assistent. Die komt in zijn eentje namelijk letterlijk handen te kort om alle vrouwen te behandelen die bij hem aankloppen voor behandelingen tegen hysterie, een diagnose die in de negentiende eeuw bij talloze vrouwen wordt gesteld. Dalrymple doet Granville zelf voor wat de behandeling inhoudt. Dit blijkt neer te komen op een manuele massage van de vrouwelijke genitaliën tot er een 'verlichtend spasme' plaatsvindt. In feite gaat het hierbij om een orgasme, alleen wordt dit niet als zodanig herkend.
Granville gaat aan de slag en wordt een enorm succes bij een grote groep 'patiënten' die dagelijks de praktijk bezoekt voor deze massages. Dalrymple is zo voldaan met zijn nieuwe assistent, dat hij hem voorstelt aan zijn dochter Emily in de betrachting haar aan hem uit te huwelijken. Emily is het schoolvoorbeeld van een keurig negentiende-eeuws meisje. Ze is beeldschoon, netjes, beleefd en vult haar dagen puur vrijblijvend met pianospelen en lezen over frenologie. Ze voldoet in alles aan haar vaders verwachtingen. Daarom gaat ze ook zonder enige tegenwerping akkoord met de koppeling aan Granville, die hier eveneens stilzwijgend in meegaat. Wanneer Granville aanzit bij het familiediner van de Dalrymples, valt ook Emily's zus Charlotte halverwege binnen. Zij blijkt in tegenstelling tot Emily volledig haar eigen leven te leiden, als suffragette, assertieve en zelfbewuste jonge vrouw die haar tijd hoofdzakelijk besteedt aan het helpen van minder bedeelden in een armenhuis. Haar vader vindt haar houding en bezigheden helemaal niets. Granville is geschokt, maar toch ook geïntrigeerd door Charlottes gedrag en keuzes.
Na verloop van tijd beginnen de antihysterie-massages hun tol te eisen van Granville. Zijn goede hand raakt hoe langer hoe meer verkrampt en doet daardoor steeds meer pijn. Zelfs het onderdompelen in bakken ijs helpt op zeker moment niet meer afdoende. Wanneer de pijn te erg wordt, begint hij massages uit te voeren met zijn andere hand. Dit valt alleen totaal niet in de smaak bij de patiënten, bij wie de 'verlichtende spasmes' nu uitblijven. Ze klagen hierover bij Dalrymple, die Granville vervolgens ontslaat.
Granville gaat teleurgesteld terug naar zijn steenrijke, met elektrische apparaatjes knutselende vriend Edmund St. John-Smythe. Die laat hem zijn nieuwste projectje zien: een elektrisch aangedreven draaiende plumeau. Granville neemt het apparaatje in zijn hand en merkt dat de trillingen van het handvat enorm verlichtend werken wanneer hij dat tegen zijn pijnlijke hand drukt. Hierdoor krijgt hij ineens een ingeving: met enige aanpassing verandert de elektrische plumeau in een elektrisch aangedreven massageapparaat. St. John-Smythe ziet wel heil in dat idee en bouwt een werkend model. Daarmee gaan ze samen naar Dr. Dalrymple. Granville en St. John-Smythe tonen hem hun uitvinding en vragen Dalrymple om een kans het in de praktijk te gebruiken. De dokter staat ze toe om het apparaat op één testpersoon uit te proberen. Voormalig prostituee en tegenwoordig Dalrymples huishoudster Molly stemt erin toe om als proefkonijn te dienen. Het elektrische massageapparaat doet haar kronkelen van genot, waardoor Dalrymple toestaat om het ook uit te proberen bij zijn patiënten. De vinding blijkt zonder uitzondering een doorslaand succes.
Granville en Emily besluiten gezamenlijk dat zij eigenlijk allebei toch niet met elkaar willen trouwen en gaan vriendschappelijk uit elkaar. St. John-Smythe brengt het 'elektrische massage-apparaat' op de markt en verrast Granville met zijn deel van de royalty's hiervoor. Die is daardoor nu eveneens een rijk man. Als Charlottes armenhuis gesloten wordt vanwege een huurachterstand, koopt Granville dit voor haar. Wanneer hij haar met dit nieuws verrast, bekennen Granville en Charlotte hun liefde voor elkaar.

## Rolverdeling
- Hugh Dancy - Mortimer Granville
- Maggie Gyllenhaal - Charlotte Dalrymple
- Jonathan Pryce - Dr. Robert Dalrymple
- Felicity Jones - Emily Dalrymple
- Rupert Everett - Edmund St. John-Smythe
- Ashley Jensen - Fannie
- Sheridan Smith - Molly
- Gemma Jones - Lady St. John-Smythe
- Malcolm Rennie - Lord St. John-Smythe
- Kim Criswell - Mrs. Castellari
- Georgie Glen - Mrs. Parsons
- Elisabet Johannesdottir - Mrs. Pearce
- Linda Woodhall - Zuster Smalley
- Kim Selby - Lady Wheaton
- John Overstall - Mr. Huddleston
- Ann Overstall Comfort - Mrs. Huddleston
- Leila Schaus - Tess
- Maggie McCarthy - Mrs. Copeland
- Tobias Menzies - Mr. Souters
- Anna Chancellor - Mrs. Bellamy
- Nicholas Woodeson - Dr. Richardson
- Jimmy de Brabant - Major Domo
- Kate Linder - Lady Cherwell
- Corinna Marlowe - Lady Perrigott
- Sylvia Strange - Queen Victoria